# Pulvinus

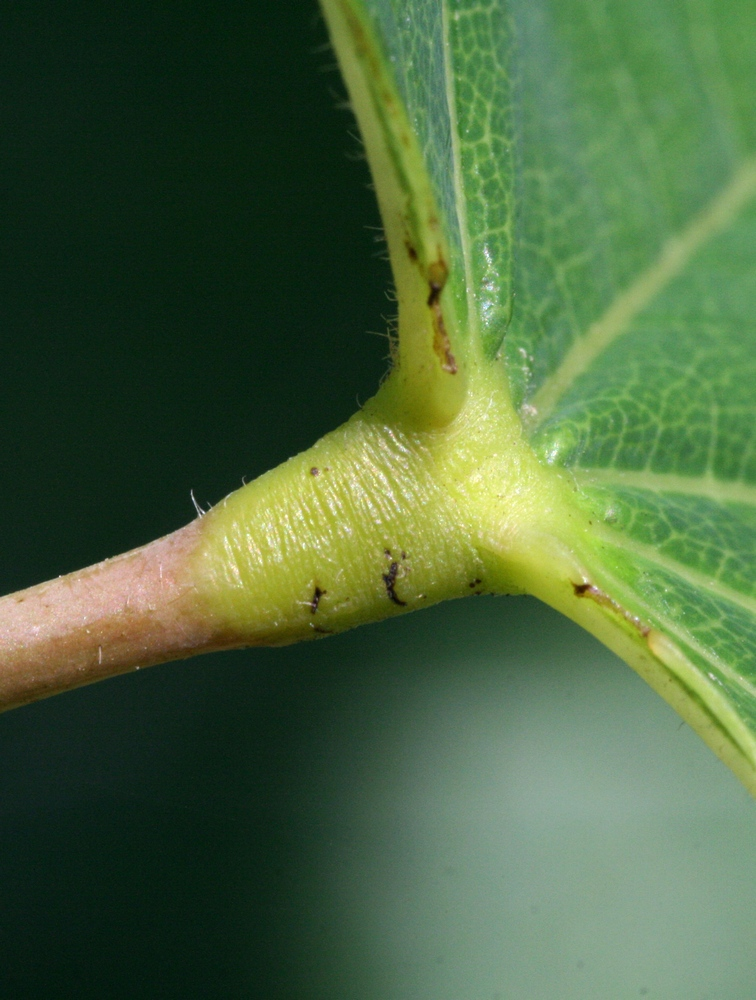
Pulvinus na vrcholu řapíku zmarliky kanadské

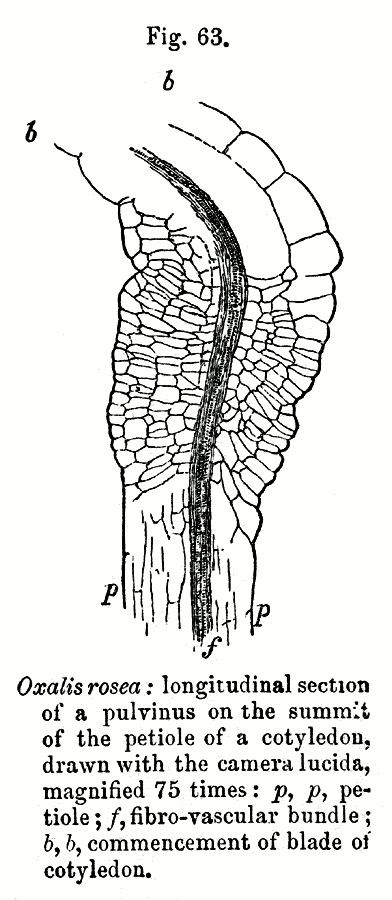
Nákres řezu pulvinem šťavele Oxalis rosea

Pulvinus je ztlustlá, morfologicky odlišná část řapíku listů některých zástupců vyšších rostlin. Pulvinus může být umístěn buď na bázi řapíku nebo na jeho vrcholu, případně na obou koncích. U složených listů mohou být pulviny přítomny i na řapíčcích jednotlivých lístků (např. u bobovitých). U některých zástupců čeledi árónovité je dokonce pulvinus umístěn uprostřed řapíku.

## Funkce pulvinu
U některých rostlin nemá pulvinus žádnou zjevnou funkci, jak je tomu např. u rodu procium (Protium) z čeledi březulovité. U mnohých rostlin se podílí na pohybech listů. U zástupců bobovitých se listy či jednotlivé lístky složených listů v pulvinu ohýbají a sklápějí či zavírají na noc. U marantovitých se obě části listu na noc skládají k sobě. Rovněž senzitivita listů některých druhů citlivky (Mimosa) i některých dalších rodů bobovitých (např. neptunie) souvisí se změnami turgoru v buňkách pulvinu. V neposlední řadě se pulviny podílejí na natáčení listů některých rostlin ke zdroji světla. Bylinám z čeledi marantovité, které rostou v podrostu tropických pralesů, to umožňuje využít světlo přicházející z různých směrů.

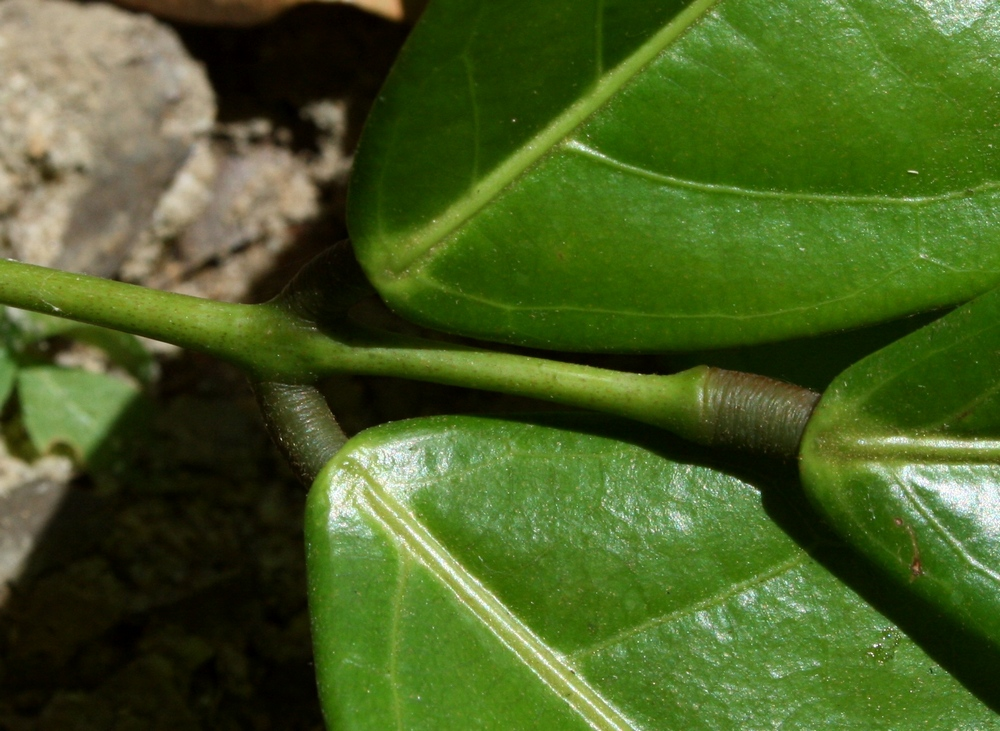
Pulviny na řapíčcích trojčetného listu Connarus sp. (čeleď Connaraceae)
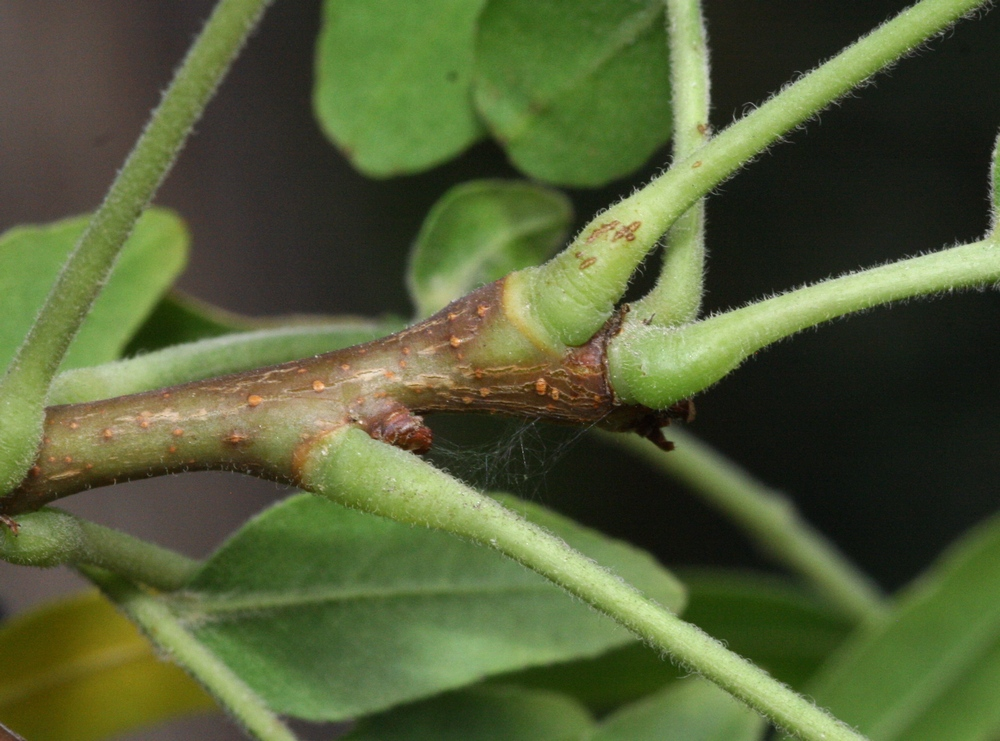
Pulviny na bázích řapíků listů dřezovce trojtrnného (čeleď bobovité)
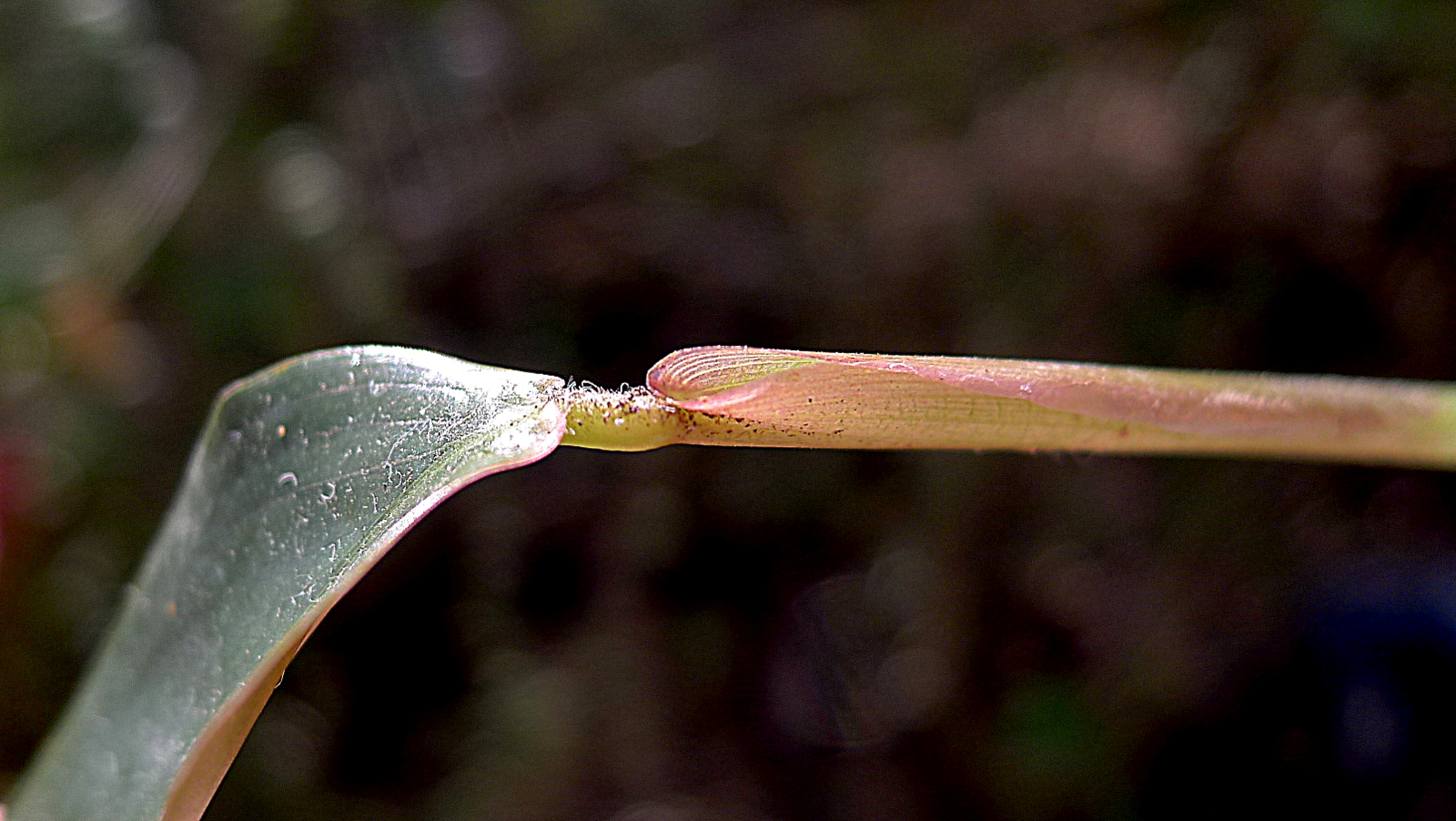
Pulvinus na vrcholu křídlatého řapíku Maranta subterranea (čeleď marantovité)
Pohyb listů maranty (zrychlená animace)
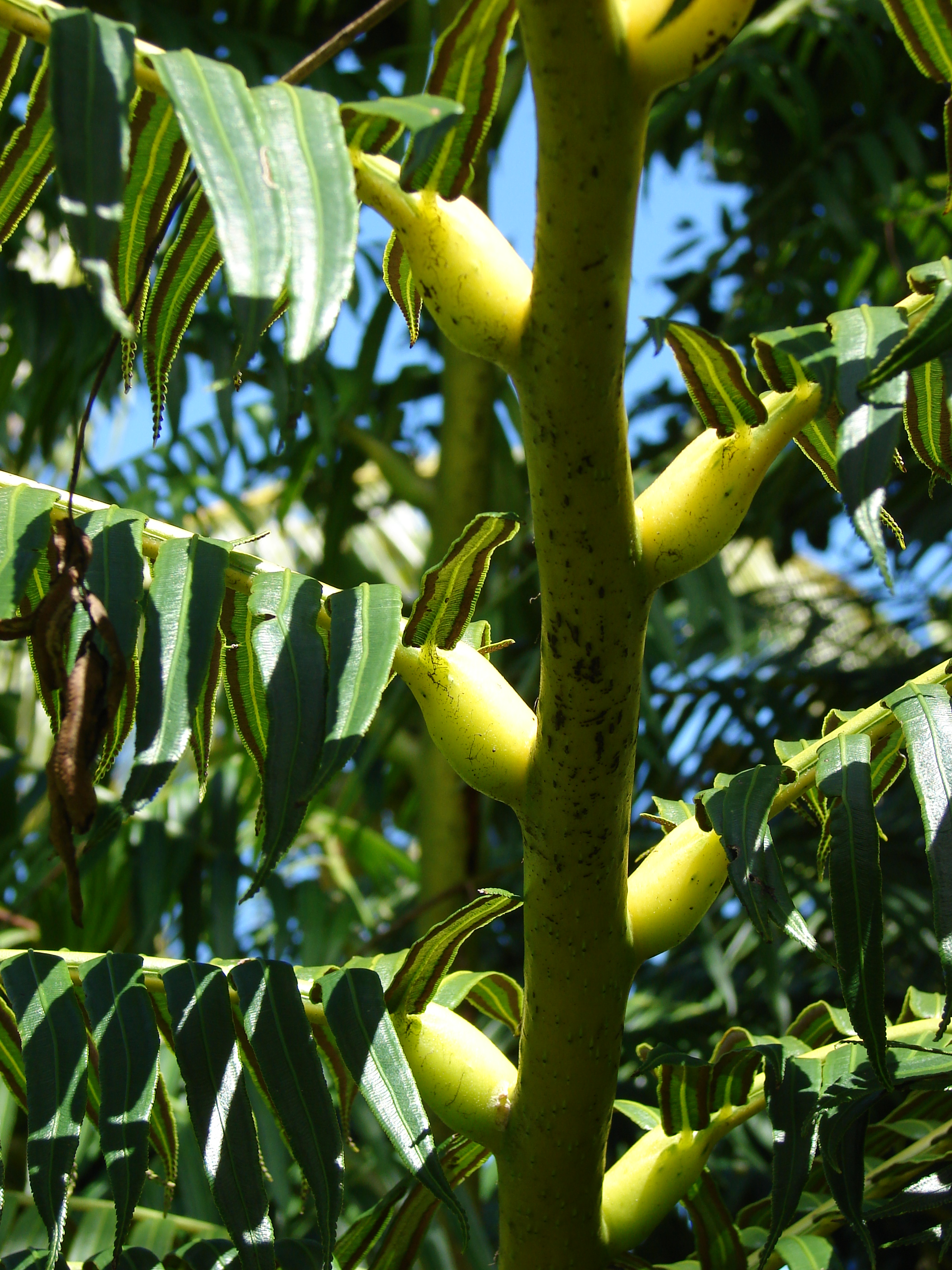
Pulviny na bázi postranních žeber listu kapradiny Angiopteris evecta (čeleď maraciovité)
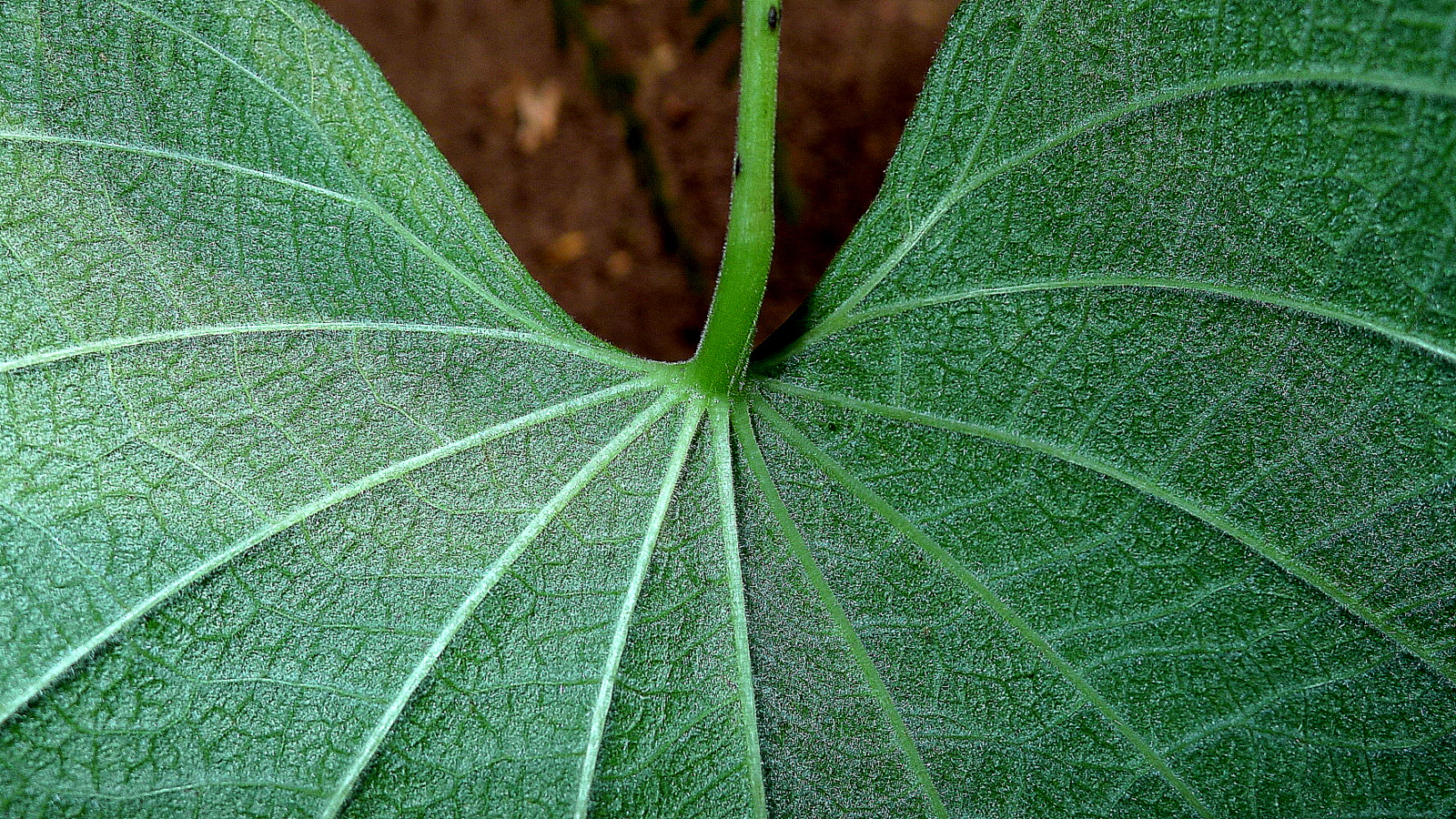
Pulvinus na vrcholu řapíku smldince Dioscorea stegelmanniana (čeleď smldincovité)

## Význam pulvinu v taxonomii
Přítomnost pulvinu a jeho charakter je v mnoha případech důležitým určovacím znakem. Válcovitý pulvinus na řapících a řapíčcích složených střídavých listů je např. diagnostickým znakem dřevnatých zástupců čeledi bobovité, který je odlišuje od zástupců většiny jiných čeledí s podobnými listy. Rovněž čeleď marantovité je od zástupců jiných příbuzných čeledí řádu zázvorníkotvaré dobře odlišitelná podle křídlatého řapíku zakončeného pulvinem.